# Nomada fedtschenkoi
Nomada fedtschenkoi är en biart som beskrevs av Morawitz 1875. Nomada fedtschenkoi ingår i släktet gökbin, och familjen långtungebin. Inga underarter finns listade i Catalogue of Life.